# Incasalamento
Con il termine incasalamento si intende il fenomeno di creazione di aziende agricole (dette "casali") nella Campagna romana, che ebbe luogo tra il XII e il XIV secolo ed ebbe come principali attori le élite ecclesiastiche, aristocratiche e mercantili romane.

## Storia

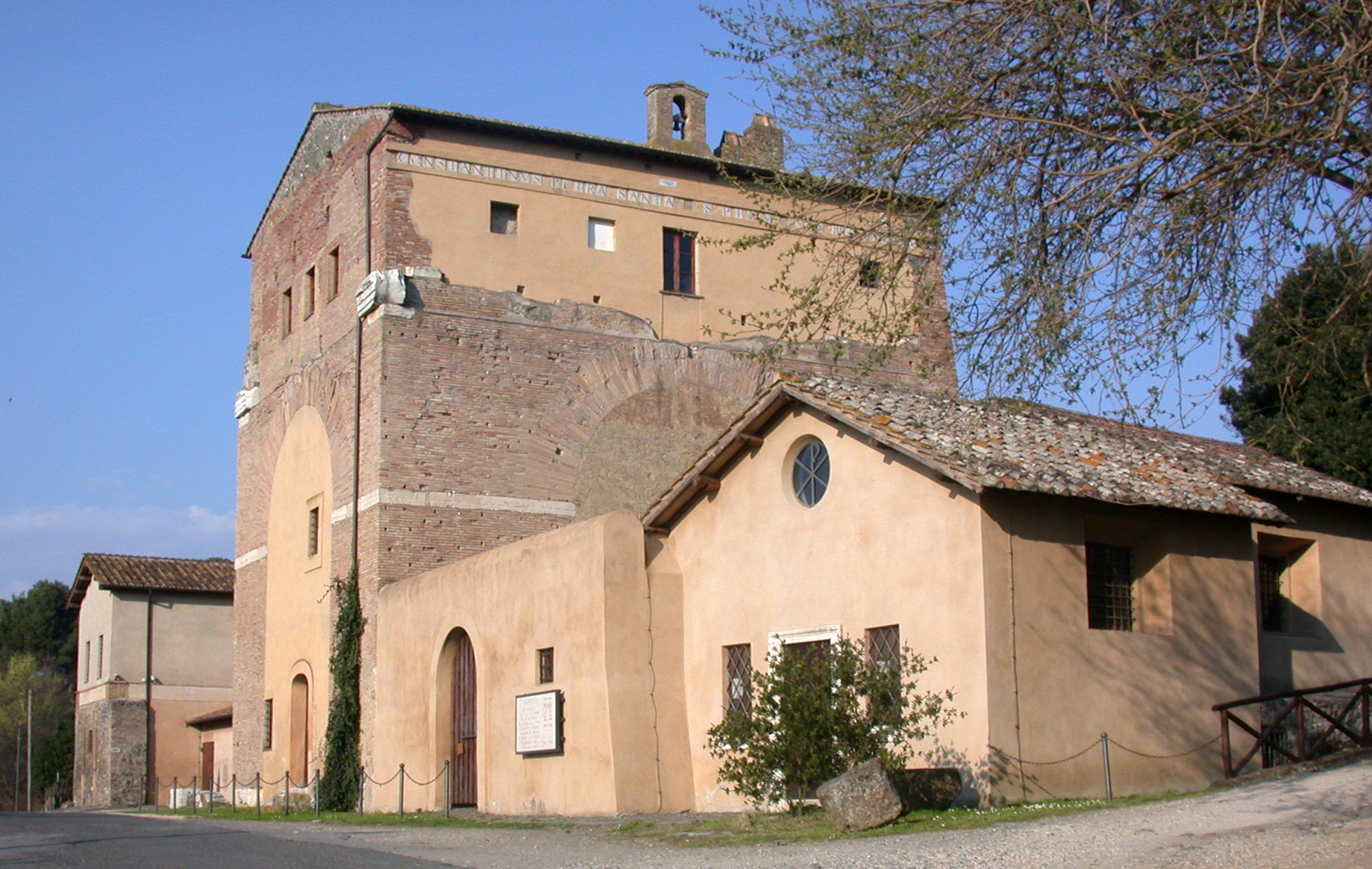
Il casale di Malborghetto, sulla via Flaminia, fortificato dal XIII sec.

Il termine venne coniato da Jean Coste per analogia con quello di incastellamento ideato da Pierre Toubert: nella Campagna romana infatti i due fenomeni si svilupparono contemporaneamente e in ritardo rispetto ai tempi previsti dall'incastellamento toubertiano.
Studi più recenti da parte di Carocci e Vendittelli hanno potuto precisare meglio i contorni dei due fenomeni, identificando in primo luogo come "Campagna romana" quella grande fascia attorno alla città estesa per circa 18–20 km (ma anche 30 nella zona costiera) in cui, per l'appunto, all'inizio del XII secolo erano presenti pochissimi castelli fondati tra IX e inizio XII secolo (come previsto appunto da Toubert per il Lazio meridionale); questa area fu invece interessata nei secoli seguenti da una intensa creazione di castelli (o castra, secondo la dizione latina) e casali con caratteri diversi riassumibili in tre fasce concentriche:
- una prima fascia, appena esterna a quella di vigne ed orti attorno alle Mura aureliane, caratterizzata da 6–8 km esclusivamente di casali;
- una seconda fascia, di 4–6 km, caratterizzata da casali e dai castelli più vicini a Roma;
- una terza fascia, che arrivava fino ai confini della Campagna romana, con prevalente presenza di castra.

La fondazione nella Campagna Romana di castra (o castelli) e di casali ebbe luogo per iniziativa delle élite ecclesiastiche, aristocratiche e mercantili romane; mentre però alla creazione dei castelli partecipò anche l'aristocrazia baronale romana (la stessa che divenne praticamente egemone nell'area più lontana dalla città), nella creazione dei casali ebbero maggior importanza i grandi enti ecclesiastici romani (proprietari di molte terre del suburbio) e l'aristocrazia cittadina e mercantile spesso attiva anche nel Senato capitolino.
Nella concezione tradizionale, la Campagna Romana era caratterizzata da un prevalente spopolamento e dalla destinazione a colture estensive come i cereali e al pascolo, immagine divenuta celebre nei quadri del Grand Tour.
In realtà nello sviluppo del fenomeno dell'incasalamento bisogna distinguere due fasi: quella originaria (l'incasalamento vero e proprio) tra la fine del XII secolo e l'inizio del XIV ed un'altra, che si può definire più propriamente di "gestione per casali" a partire dalla metà del XIV secolo.
La seconda fase, meglio conosciuta della prima grazie alla più abbondante documentazione delle fonti scritte, era effettivamente caratterizzata da una gestione latifondistica, dalla prevalente destinazione a pascolo e all'agricoltura estensiva e dal quasi totale spopolamento ed abbandono delle campagne, condizione dovuta anche alla conversione in casali abbandonati di tutte le forme di insediamento presenti nella Campagna Romana (sia casali che castelli) in seguito alla grande Peste nera della metà del Trecento.
La fase originaria, al contrario della prima, fu una fase di maggiore vitalità delle campagne (e di Roma, da cui dipendevano), caratterizzata dalla creazione di aziende agricole fortificate, nelle quali risiedeva una piccola popolazione stabile e in cui si svolgevano anche lavorazioni non stagionali ma perpetue, come coltivazioni intensive (ad esempio orti e alberi da frutto), allevamento di animali ed altre attività produttive, come ad esempio mulini.
La creazione avvenne spesso a partire da terre di proprietà ecclesiastica, che venivano date in locazione ad investitori laici quali mercanti, prestatori di denaro o membri dell'aristocrazia, i quali investivano i propri fondi nella edificazione e fortificazione dei casali, nell'acquisto di terre, nella dotazione di sementi, bestiame ed attrezzi e nella retribuzione dei propri lavoratori; talvolta la proprietà passò di fatto a questi personaggi, che effettuavano una redditizia compravendita delle aziende. Più raramente invece erano gli stessi enti ecclesiastici romani ad occuparsi della gestione delle aziende.
Più difficile è la distinzione, nella Campagna Romana, tra casali e castra, dato che essi erano caratterizzati in entrambi i casi da strutture fortificate e spesso da proporzioni non dissimili; anche i processi di accorpamento dei terreni e degli uomini non dovevano essere diversi. La principale differenza doveva essere nella condizione giuridica dei residenti, che nei castelli era prevalentemente basata su legami vassallatici di tipo feudale, mentre nei casali era soprattutto di lavoro dipendente. Per lo stesso motivo, mentre nella proprietà di un castello il signore traeva ricavi soprattutto dal prelievo fiscale sulla popolazione, nei casali il guadagno era legato per lo più agli investimenti e alla produzione.

## Struttura architettonica

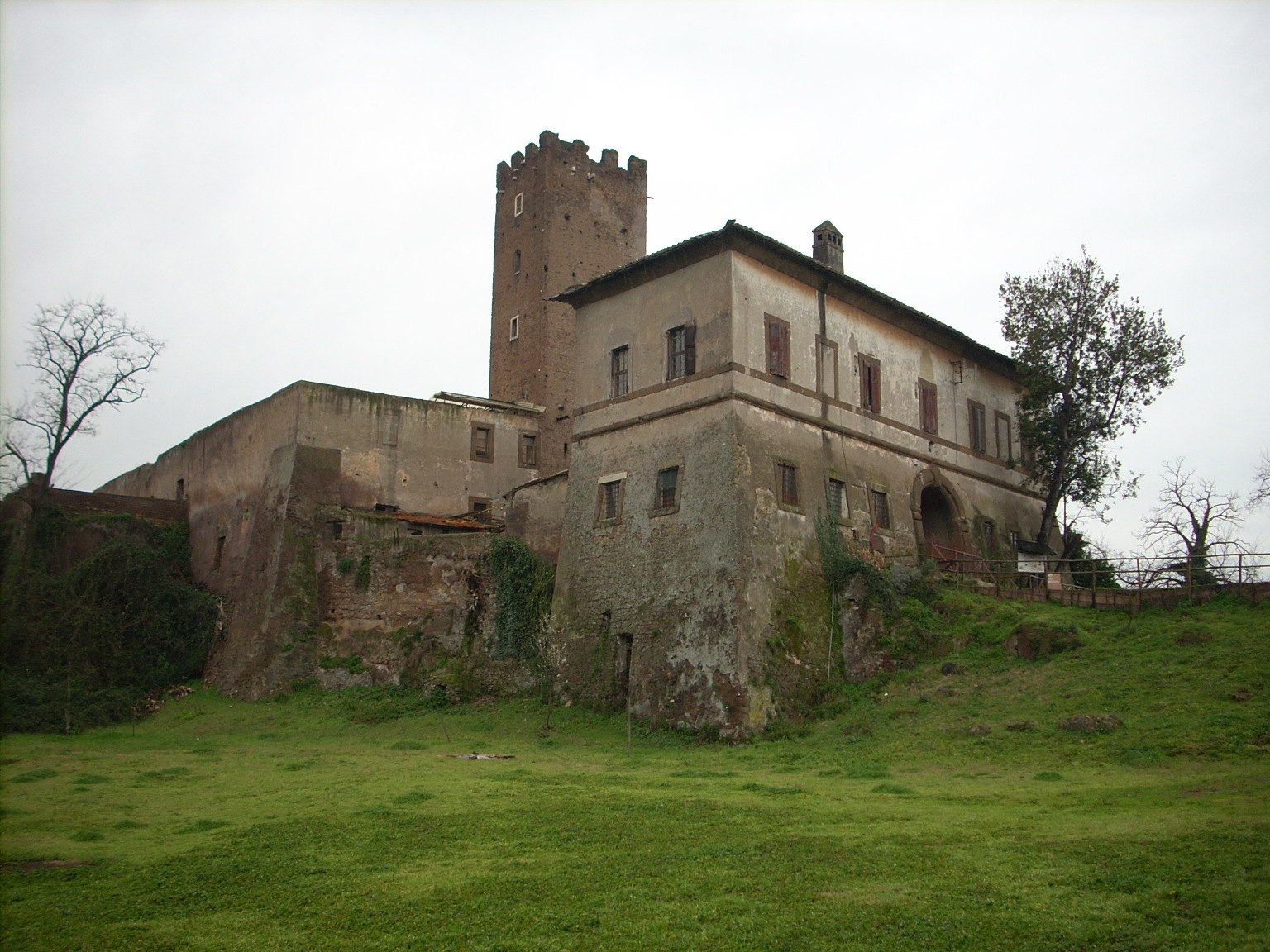
Casale della Cervelletta a Tor Cervara, fortificato dal XII sec.

I casali della Campagna Romana erano caratterizzati - come già detto - da strutture fortificate che non differivano sostanzialmente da quelle dei castra, almeno all'interno del nostro ambito territoriale; in effetti attualmente non è sempre facile distinguere tra le due categorie solo basandosi sui resti archeologici e in assenza di fonti documentarie.
I complessi architettonici dei casali subirono nel corso del tempo un graduale ampliamento, passando da una struttura base composta almeno da una torre (nelle fonti turris) e da un recinto murario (redimen o claustrum), attestata nella maggior parte dei casi di fine XII secolo, a una struttura che comprendeva almeno un edificio abitativo (domus nelle fonti), talvolta anche a più piani o dotato di camino, nel XIII secolo e nel XIV.
La torre rimase comunque sempre l'elemento di maggior connotazione, tanto da essere spesso utilizzato nelle stesse fonti documentarie per indicare l'intera azienda agricola (il termine "casale" si diffonde solo nel Duecento), ed ancora oggi rimane molto spesso l'unico elemento ancora visibile dei casali. La funzione principale era di tipo difensivo, ma probabilmente esistevano anche funzioni utilitarie (almeno ai piani inferiori) e di tipo simbolico, come peraltro le coeve torri romane; non sembra invece dimostrabile che esistesse una "funzione semaforica", cioè una rete di posti di avvistamento in collegamento visivo tra di loro.
Nei documenti medievali compare anche spesso il termine castellarium, diffuso sia per i casali che per i castelli, che doveva indicare il gruppo di edifici fortificati al centro del complesso. Altro elemento spesso presente (ed ancora oggi riscontrabile in molti casi) erano grotte o pozzi negli immediati dintorni della struttura (talvolta addirittura sotto di essa) anch'esse utilizzate come magazzini o ricoveri.
Riguardo alle tecniche edilizie utilizzate nelle murature, si possono distinguere due categorie principali:
- una tecnica a scaglie e bozze lapidee irregolari, caratterizzata da elementi per lo più di tufo, lava o calcare, sia di reimpiego che di nuova cavatura, posti in opera senza corsi o con corsi irregolari e legati con malta. Questa tecnica è databile nel corso della seconda metà del XII secolo e vede una progressiva regolarizzazione nel corso del secolo.
- una tecnica a blocchetti lapidei di tufo (anche detti "tufelli") o altra pietra, anch'essi nuovi o di reimpiego, di forme abbastanza regolari e legati con malta. Questa tipologia si sviluppa, a partire dalla progressiva regolarizzazione della precedente, dal XIII al XIV secolo, con corsi che diventano via via più orizzontali e regolari nel corso del Duecento, quando raggiunge un aspetto quasi simile all'opera laterizia; si riscontra invece un'inversione di tendenza nel Trecento quando si ritorna a forme più disordinate con elementi più grossi ed irregolari che tendono a riprendere l'aspetto di bozze.

In rari casi viene anche utilizzata un'opera laterizia con mattoni di reimpiego.

## Esempi di casali e torri della Campagna Romana pertinenti al fenomeno dell'Incasalamento
- Torre di Centocelle
- Casale del Quadraro
- Casale di Roma Vecchia nel Parco degli Acquedotti
- Casale della Cervelletta
- Tor Fiscale
- Casale di San Basilio
- Torre della tomba di Priscilla
- Casal Rotondo
- Torre Selce
- Tor Maggiore presso Via Ardeatina (XII sec.)
- Casal de' Pazzi
- Tor de' Sordi presso Via Nomentana (XIII sec.)
- Torre di Mezzavia presso Via Anagnina (XIII sec.)
- Torre del Pagliaccetto presso Via Aurelia
- La Torraccia presso Via Tiburtina (XIII sec.)